# Henry Oswald Wright
Pour les articles homonymes, voir Henry Wright et Wright.
Henry Oswald Wright (20 novembre 1880-25 avril 1956) est un homme politique canadien de la Colombie-Britannique. Il est député fédéral unioniste de la circonscription saskatchewanais de Battleford de 1917 à 1921

## Biographie
Né à Templeton-Ouest (maintenant Gatineau) au Québec, Wright étudie à Ottawa. Il participe à la seconde guerre des Boers avec la milice canadienne en Afrique du Sud entre 1899 et 1902. Il fait l'acquisition d'un ranch à Senlac (en). Wright est candidat sans succès pour un siège à l'Assemblée législative de la Saskatchewan en 1917.
Wright meurt à Saskatoon en Saskatchewan en avril 1956 à l'âge de 75 ans.